# Operació rescat
Operació rescat (títol original en anglès, Black Water) és una pel·lícula de thriller d'acció nord-americana dirigida per Pasha Patriki. És protagonitzada per Jean-Claude Van Damme i Dolph Lundgren en la seva cinquena col·laboració, concretament la segona vegada que apareixen com a aliats a la pantalla. La pel·lícula es va estrenar directe a vídeo als Estats Units el 25 de maig de 2018. Ha estat doblada i subtitulada al català.

## Repartiment
- Jean-Claude Van Damme com a agent Scott Wheeler
- Dolph Lundgren com a Marco
- Jasmine Waltz com a Cassie Taylor
- Al Sapienza com a Edward Rhodes
- Patrick Kilpatrick com a Patrick Ferris
- Courtney B. Turk com a Melissa Ballard
- Aaron O'Connell com a Ellis Ryan
- Aleksander Vayshelboym com a Kingsley
- Cathal Pendred com a Dax
- Kris Van Damme com a Kagan
- Tandi Tugwell com a Riley
- John Posey com a capità Darrows
- Tom Glynn com a Crewcut
- Ian Niles com a Reed
- Lance E. Nichols com a Buchanan

## Rodatge
El rodatge va començar el gener de 2017, a Alabama. La producció va acabar el 31 de març del mateix any, amb Van Damme afirmant el mes anterior (el 27 de febrer): "Vam acabar oficialment Black Water. Gràcies a tot el repartiment i el grup! Ha estat un plaer treballar amb vosaltres!"